# 대도서관의 양치기
'대도서관의 양치기'(일본어: 大図書館の羊飼い 다이토쇼칸노 히쓰지카이[*], Daitoshokan no Hitsujikai)는 어거스트가 2013년 1월 25일에 발매한 성인용 연애 어드벤처 게임으로 어거스트의 9번째 작품이다. 부제는 〈a good librarian like a good shepherd〉이다. 스핀오프 작품인 '대도서관의 양치기 ~ 방과후 꼬리 데이즈~'가 2013년 9월 27일에, 팬디스크 '대도서관의 양치기 -Dreaming Sheep-'이 2014년 3월 28일에 발매되었다. 2015년 2월 12일에는 위 세 작품에서 성인 요소를 제외하고 새 히로인의 스토리가 추가된 통합판 PS Vita 전용 게임 소프트인 '대도서관의 양치기 -Library Party-'가 출시될 예정이다.

## 개요
일본의 어거스트사가 개발한 어덜트 게임으로, 2013년 1월 25일에 발매했다.
2011년 여름에 개최된 코미케80에서 배부된 어거스트 오피셜 핸드북에 신간 제작이 발표되었다. 10월 2일에 개최된 DreamParty 도쿄2011 가을 행사에 발매된 책자에서、타이틀이 발표되었다.
10월 21일、어거스트 공식 홈페이지에 타이틀이 발표되어, 게임 공식 홈페이지가 열렸다. 같은 날、『TECH GIAN』（엔터프레인）2011년 11월호、『PUSH!!』（맥스(출판사)）2011년 11월호에 처음으로 게시된것을 계기로 다양한 게임 잡지에 자료가 연속으로 게지되었다.. 특별기사 연재나, 메인 히로인의 다키마쿠라같은 부속물이 동봉되어있다.는 등, 발매전부터 높은 주목을 받았다. 게임 발매전 5일부터는 총 다섯 만화 작품이 출시되고、소설화 작업도 발표되었다.。
2012년 7월 20일、발매일이 내년 1월 25일로 발표되었다.。또한, 7월 27일 발매담당인『TECH GIAN 슈퍼 프렐류트 '대도서관의 양치기'』（엔터프레인）에, 체험판이 선행수록되었다..
2013년 1월25일、초회한정판 프리미엄 팩과 스타트 팩이 발매되었다. 초회한정판 프리미엄 팩에는 '넨도로이드 푸치 시라사키 츠구미&사쿠라바 타마모', '특전 음악 어렌지CD', '시라사키 츠구미 유혹의 다키마쿠라 커버' '벳칸코 이벤트 CG원화집', '대도서관의 양치기 크로니클（공식 설정자료집）' 이、스타터 팩에는 '대도서관의 양치기 크로니클（공식 설정자료집）'이 특전으로 동봉되어 있다. 2014년 1월 31일에는 Windows 8 대응 통상판이 발매되었다. 집계 판매량은 약 8만 5천개로 추산된다..
2013년 3월 14일에 애니메이션화가 발표되어、2014년 10월부터 12월까지 방송되었다.
같은 해 4월 19일、팬디스크 "대도서관의 양치기 -Dreaming Sheep-" 의 제작이 발표되었고、2014년 3월 28일에 발매되었다.
2013년 5월 20일、스핀오프 작품인 "대도서관의 양치기 〜방과후 꼬리 데이즈〜" 의 제작이 발표되었다. 7월 4일에 공식 웹사이트가 오픈 되어、8월 10일부터 12일에 걸쳐서 열린코미케84에 선행 발매된 후、9월 27일에 일반 판매되었다.
2014년 9월 19일、PlayStation Vita 이식판인 "대도서관의 양치기 -Library Party-" 의 제작이 발표되었다.2015년 2월 12일、어거스트 스태프들이 운영하는 다른 사이트ARIA에서 발매 예정. 본편과 팬디스크 2개, 총 3개의 스토리가 어울러짐과 동시에, 신규 히로인, 신규 CG가 추가된다.
웹 사이트 URL에는 "daito"（다이토(大図)）나 "daitokai"（다이토카이(大図飼い)）형태의 디렉토리 이름이 사용되고 있다.

## 등장인물
※담당성우는 특별한 언급이 없는 이상, PC판 / TV애니메이션 판, PS Vita판 순.

### 주인공
카케이 쿄타로(筧 京太郎)
성우: 없음 / 마지마 준지 (유소년기: 타이치 요우)/정국 (가수)
생일: 4월 28일 혈액형: O형
신장: 174.7cm
사용 휴대폰 모델: au Windows Phone IS12T

### 메인 히로인
시라사키 츠구미(白崎 つぐみ)
성우: 미시로 마코 / 요네자와 마도카
생일: 3월 29일 혈액형: O형
신장: 156.4cm 체중: 48.7kg 신체사이즈: 86(D)/59/87
사용 휴대폰 모델: SoftBank HONEY BEE 101K 착신벨: Lapis Lazuli
사쿠라바 타마모(桜庭 玉藻)
성우: 타치바나 사쿠라 / 사이토 유카
생일: 11월 1일 혈액형: A형
신장: 161.7cm 체중: 47.2kg 신체사이즈: 85(C)/56/83
사용 휴대폰 모델: au iPhone 4S 착신벨: 깊은 파랑 Philosophy
미소노 센리(御園 千莉)
성우: 마루이 코토노 / 야마모토 노조미
생일: 1월 23일 혈액형: AB형
신장: 154.3cm 체중: 45.5kg 신체사이즈: 81(C)/55/80
사용 휴대폰 모델: Cyber-shot™휴대폰 S003 착신벨: Asphodelus 〜아스포델즈〜
스즈키 카나(鈴木 佳奈)
성우: 하루카 소라 / 센다이 에리/휘인
생일: 6월 16일 혈액형: B형
신장: 148.0cm 체중: 41.1kg 신체사이즈: 78(C)/54/79
사용 휴대폰 모델: docomo with series Q-pot.Phone SH-04D 착신벨: 무지개 너머로(虹の彼方へ)
코다치 나기(小太刀 凪)
성우: 키리타니 하나 / 타네자키 아츠미
생일: 12월 31일 혈액형: A형
신장: 152.1cm 체중: 44.8kg 신체사이즈: 88(E)/56/82
사용 휴대폰 모델: docomo NEXT series Xperia PLAY SO-01D 착신벨: divergent flow
이치노에 킨교(一之江 金魚)
성우: - / 오자와 아리
생일: 2월 22일 혈액형: AB형
신장: 146.1cm 신체사이즈: 83(C)/56/81

### 서브 히로인
모치즈키 마호(望月 真帆)
성우: 하나타바 부케 / 나카지마 사키
생일: 8월 8일 혈액형: A형
신장: 159.8cm 체중: 48.9kg 신체사이즈: 87(D)/58/88
사용 휴대폰 모델: docomo NEXT series ARROWS μ F-07D 착신벨: It's my precious time!
세리자와 미유(芹沢 水結)
성우: 아사쿠라 스즈네 / 사토 리나
생일: 4월 23일 혈액형: B형
신장: 155.9cm 체중: 46.1kg 신체사이즈: 86(D)/56/84
사용 휴대폰 모델: docomo with series ARROWS Kiss F-03D 착신벨: jewelry days
우레시노 사유미(嬉野 紗弓実)
성우: 마미야 유즈 / 카시와기 미유
생일: 9월 19일 혈액형: O형
신장: 141.5cm 체중: 36.0kg 신체사이즈: 67(AA)/50/69
사용 휴대폰 모델: Sony Ericsson Xperia mini pro SK17i 착신벨: First Avenue
타키가와 아오이(多岐川 葵)
성우: 카와시마 리노 / 미즈사와 케이
생일: 10월 12일 혈액형: AB형
신장: 151.9cm 체중: 44.1kg 신체사이즈: 82(C)/57/82
사용 휴대폰 모델: docomo with series Xperia ray SO-03C
시라사키 사요리(白崎 さより)
성우: 카라스미즈 모토에 / 타이치 요우
생일: 5월 9일 혈액형: O형
신장: 150.2cm 신체사이즈: 79(B)/55/80

### 서브 캐릭터
타카미네 잇케이(高峰 一景)
성우: 언더루시아 / 모리쿠보 쇼타로
생일: 12월 25일 혈액형: A형
신장: 176.1cm
사용 휴대폰 모델: au G'zOne IS11CA
나나이(ナナイ)
성우: 쿠로키 타이요 / 쿠스노키 타이텐
기자에몬(儀左右衛門)
성우: 아키야마 이츠키 / 츠루오카 사토시
양치기(羊飼い)

### '방과후 꼬리 데이즈'의 등장인물
키리시마 케이(桐島 慶)
성우: 없음
생일: 5월 4일 혈액형: O형
토키 노조미(土岐 のぞみ)
성우: 쿠스하라 유이 / 이시하라 마이(PS VIta 판)
생일: 10월 31일 혈액형: B형
신장: 164.3cm 체중: 49.1kg 신체사이즈: 87(D)/59/88
사용 휴대폰 모델: au INFOBAR C01
후지미야 사쿠야(藤宮 朔夜)
성우: 사쿠라이 오우카 / 아사쿠라 아즈미(PS VIta 판)
생일: 6월 29일 혈액형: A형
신장: 150.2cm 체중: 42.6kg 신체사이즈: 80(B)/55/79
사용 휴대폰 모델: ウィルコム WX130S

## 팬디스크
2013년 4월 19일에 이 작품의 팬디스크인 《대도서관의 양치기 -Dreaming Sheep-》의 제작이 발표되었고, 발매일은 2014년 3월 28일 예정.

## 애니메이션
2013년 3월 14일에 이 작품의 애니메이션 화가 결정되었다. 제작사는 후즈 엔터테인먼트로, 2014년 10월 방송될 예정이다.